# Видрань
Видрань (словац. Vydraň) — міська частина Меджилабірців, до 1965 року самостійне село у Словаччині, на території теперішнього Меджилабірського округу Пряшівського краю.
Уперше згадується у 1567 році.

## Пам'ятки
У міській частині є греко-католицька парафіяльна церква святого Архангела Михайла з 1874 року та православна церква святого Архангела Михайла з 20 століття.

## Населення
У 1880 році в селі проживало 395 осіб, з них 277 вказало рідну мову русинську, 61 німецьку, 21 угорську, 16 словацьку, 6 іншу, 6 чужинців а 8 було німих. Релігійний склад: 289 греко-католиків, 42 римо-католиків, 63 юдеїв, 1 протестант.
У 1910 році в селі проживало 534 осіб, з них 400 вказало рідну мову русинську, 59 німецьку, 49 угорську, 15 словацьку, 1 румунську, 10 іншу. Релігійний склад: 411 греко-католиків, 42 римо-католиків, 66 юдеїв, 15 протестантів.